# Ted Armgren
Ted Armgren, né le 27 mai 1988 à Vilhelmina, est un biathlète suédois.

## Biographie
Il commence sa carrière chez les juniors au cours de la saison 2007-2008 (Coupe d'Europe junior). Il obtient son meilleur résultat chez les jeunes lorsqu'il se classe huitième de l'individuel des Championnats du monde junior 2009. En janvier 2010, il fait son apparition en Coupe du monde à Oberhof, où il marque d'emblée ses premiers points en se classant 26e du sprint. Il s'agit de son meilleur résultat au plus haut niveau. Lors des saisons suivantes, il alterne souvent les participations en Coupe du monde et IBU Cup, où il gagne deux courses en 2013 à Osrblie. En 2012, il obtient sa première sélection aux championnats du monde à Ruhpolding, disputant alors l'individuel et le relais. Il dispute sa dernière épreuve dans l'élite mondiale lors des Championnats du monde 2016 à Oslo (88e de l'individuel). Après une dernière saison (2017-2018) où il prend part à quatre étapes en IBU Cup, sans marquer le moindre point, il prend sa retraite.

## Palmarès

### Championnats du monde
| Épreuve / Édition          | Individuel | Sprint | Poursuite | Départ en masse | Relais | Relais mixte |
| Mondiaux 2012 Ruhpolding   | 53e        | -      | -         | -               | 16e    | -            |
| Mondiaux 2015 Kontiolahti  | 37e        | 72e    | -         | -               | 18e    | -            |
| Mondiaux 2016 Holmenkollen | -          | 88e    | -         | —               | -      | -            |

### Coupe du monde
- Meilleur classement général : 82e en 2010.
- Meilleur résultat individuel : 26e.

#### Classements en Coupe du monde
| Saison    | Classement général final | Individuel | Sprint | Poursuite | Mass start |
| 2009-2010 | 82e                      | nc         | 80e    | 67e       |            |
| 2010-2011 | nc                       |            | nc     | nc        |            |
| 2011-2012 | 100e                     | nc         | 92e    | nc        |            |
| 2012-2013 | nc                       | nc         | nc     | nc        |            |
| 2013-2014 | nc                       | nc         | nc     |           |            |
| 2014-2015 | 83e                      | 61e        | 80e    | nc        |            |
| 2015-2016 | nc                       | nc         | nc     | nc        |            |